# Louisa May Alcott
Louisa May Alcott (Germantown, Pennsylvania, 1832. november 29. – Boston, Massachusetts, 1888. március 6.) amerikai írónő.

## Életrajza
Louisa Germantown-ban (Pennsylvania állam) született 1832. november 29-én. Őt és három lánytestvérét apjuk, Amos Bronson Alcott (filozófus) és édesanyjuk, Abigail May Alcott praktikus, keresztény elvek szerint nevelték.
Gyerekkorát Bostonban és Concordban töltötte. Gyakran látogatta Ralph Waldo Emerson könyvtárát és tett kirándulásokat Henry David Thoreau-val a természetbe.
Csakúgy, mint Jo March a Kisasszonyok című könyvében, Louisa Alcott maga is egy igazi fiús vadóc volt. „Egy fiú se lehetett a barátom, amíg le nem győztem őt valamilyen versenyben.” „Olyan lányokkal nem barátkoztam, akik nem tudtak fára mászni vagy átugrani a kerítésen.” – írta Louisa saját magáról.
Az írás iránti szenvedélye korán megmutatkozott. Gazdag képzelőereje volt; melodrámákat írt, amit lánytestvéreivel gyakran előadtak barátaik előtt. Általában Louisa játszotta a gonosz csábító, az útonálló, a szellem, vagy a gőgös királynő szerepét.
15 éves korától határozott elképzelése volt, hogyan fog valami olyant tenni, amivel a családját segítheti. Nem érdekelte, milyen munka az, ezért éppolyan szívesen tanított, varrt, mint színészkedett vagy írt. „Egy nap híres leszek és boldog, mielőtt meghalok, majd meglátjátok” – mondta.
Írói karrierje költészettel és rövid történetekkel kezdődött, amiket népszerű magazinokban lehetett olvasni.
Első könyve 22 éves korában jelent meg Flower Fables (Virágmesék) címmel. Mérföldkő volt az írói munkásságában a Hospital Sketches (Karcolatok a kórházból) 1863-as megjelenése, amit az amerikai polgárháború alatt írt, amikor ápolónőként dolgozott egy kórházban.
Louisa 35 éves volt, amikor kiadója megkérte, hogy írjon egy könyvet lányok számára. A Little Women (Kisasszonyok) című, leghíresebb regényét az Orchard házban írta, 1868 májusa és júliusa között. A könyv alapjául saját gyerekkori élményei szolgáltak. Így a könyv olvasása által bepillantást lehet nyerni abba, hogyan is élt az Alcott család, milyen elvek és gondolatok vezérelték életüket és mitől voltak ők olyan különleges egyéniségek mind a hatan: külön-külön is és mint egy család.
Jo March alakjával egy új, addig nem ismert hősnő született meg, aki egy élettel teli, hús-vér lány, nem egy idealizált és kitalált gyerektörténet főszereplője.
Louisának összesen 30 könyve és novellagyűjteménye jelent meg.
1888. március 6-án sztrókban halt meg, 55 évesen, két nappal apja halála után. Sírhelye a Sleepy Hollow temetőben található Concordban. Utolsó szavai ezek voltak: „ez nem meningitis?”

## Művei

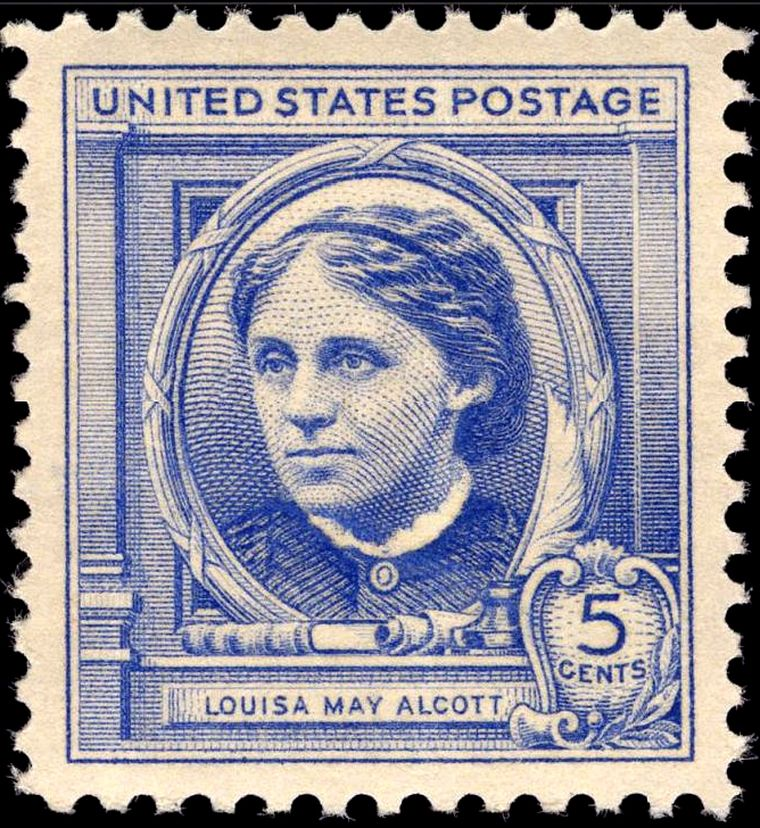
Louisa May Alcott bélyegen (1940)

| Év        | Eredeti cím                                                | Magyar cím            | Megjegyzés                                                                     |
| --------- | ---------------------------------------------------------- | --------------------- | ------------------------------------------------------------------------------ |
| 1849      | The Inheritance                                            |                       | kiadatlan 1997-ig                                                              |
| 1854      | Flower Fables                                              |                       |                                                                                |
| 1863      | Hospital Sketches                                          |                       |                                                                                |
| 1864      | The Rose Family: A Fairy Tale                              |                       |                                                                                |
| 1865      | Moods                                                      |                       | átdolgozva 1882-ben                                                            |
| 1867      | Morning-Glories and Other Stories                          |                       |                                                                                |
| 1867      | The Mysterious Key and What It Opened                      |                       |                                                                                |
| 1868      | Little Women or Meg, Jo, Beth and Amy                      | Kisasszonyok          |                                                                                |
| 1868      | Three Proverb Stories                                      |                       | tartalmazza a következőket: "Kitty's Class Day", "Aunt Kipp" és "Psyche's Art" |
| 1869      | Good Wives                                                 | Jó feleségek          | A Kisasszonyok második része                                                   |
| 1870      | An Old Fashioned Girl                                      | Régimódi lány         | megjelent Egy régimódi lány és Régimódi kisasszony címmel is                   |
| 1872–1882 | Aunt Jo's Scrap-Bag                                        | Jo néni kincsesládája |                                                                                |
| 1871      | Little Men                                                 | Fiatalurak            |                                                                                |
| 1872      | Work: A Story of Experience                                |                       |                                                                                |
| 1875      | Eight Cousins or The Aunt-Hill                             | A nyolc unokatestvér  |                                                                                |
| 1875      | Beginning Again, Being a Continuation of Work              |                       |                                                                                |
| 1876      | Silver Pitchers, and Independence: A Centennial Love Story |                       |                                                                                |
| 1876      | Rose in Bloom                                              | A nyíló rózsa         | A nyolc unokatestvér második része                                             |
| 1878      | Under the Lilacs                                           |                       |                                                                                |
| 1880      | Jack and Jill: A Village Story                             |                       |                                                                                |
| 1886      | Jo's Boys and How They Turned Out                          | Jo fiai               | A Fiatalurak második része                                                     |
| 1886−1889 | Lulu's Library                                             |                       |                                                                                |
| 1888      | A Garland for Girls                                        |                       |                                                                                |
| 1893      | Comic Tragedies                                            |                       |                                                                                |

### A. M. Barnard-ként kiadott művei
- Behind a Mask, or a Woman's Power (1866)
- The Abbot's Ghost, or Maurice Treherne's Temptation (1867)
- A Long Fatal Love Chase (1866 – először 1995-ben adták ki)

### Névtelenül adta ki
- A Modern Mephistopheles (1877)

### Magyarul megjelent művei
- A kis Rózsa hat nagynénje és hét unokaöccse; átdolg. P.-J. Stahl, Jacques Lermont, ford. De Gerando Antonina; Légrády, Bp., 1887
- Négy leány. Regény; ford. Altay Margit; Singer-Wolfner, Bp., 1923
- Tovább folyik az élet. Regény fiatal leányok számára; ford. Altay Margit; Singer-Wolfner, Bp., 1925
- Leányévek. Regény; ford. Prém Margit; Londoni Traktátus-Társulat, Bp., 1926
- Régimódi kisasszony. Regény; átdolg. Altay Margit; Singer és Wolfner, Bp., 1926
  - (Egy régimódi lány címen is)
- Jóska lányom. Ifjúsági regény; ford. Halmi János; Sylvester, Bp., 1947
- Egy régimódi lány; ford. Lukács Laura; Móra, Bp., 1990 (Csíkos könyvek)
  - (Régimódi kisasszony címen is)
- Kisasszonyok; ford. Sóvágó Katalin; Lazi, Szeged, 2004
- Jó feleségek; ford. Sóvágó Katalin; Lazi, Szeged, 2005
- Jo fiai; ford. Sóvágó Katalin; Lazi, Szeged, 2006
- Kisasszonyok; ford. Barta Judit; Ulpius-ház, Bp., 2006
- Fiatalurak; ford. Sóvágó Katalin; Lazi, Szeged, 2006
- A nyolc unokatestvér; ford. Leyrer Ginda; Lazi, Szeged, 2007
- A nyíló rózsa; ford. Leyrer Ginda; Lazi, Szeged, 2008
- Jo néni kincsesládája; ford. Sóvágó Katalin; Lazi, Szeged, 2009
- Kisasszonyok; átdolg. Ronne Randall, ford. Medgyesy Zsófia; Ventus Libro, Bp., 2013 (Világhíres mesék)
- Kisasszonyok. 3. szint; Louise May Alcott alapján, átdolg. Sol Arráez, ford. Wágner Mária; Napraforgó, Bp., 2015 (Olvass velünk!)
- Kisasszonyok; ford. Sóvágó Katalin; 2. jav. kiad.; Lazi, Szeged, 2016
- Jó feleségek; ford. Sóvágó Katalin; 2. jav. kiad.; Lazi, Szeged, 2018
- Jó feleségek; ford. Barta Judit, Siklós Márta; Manó Könyvek, Bp., 2020
- Fiatalurak; ford. Siklós Márta; Manó Könyvek, Bp., 2021